# Краківська брама (Люблін)
Краківська брама (пол. Brama Krakowska) — міська брама в Любліні, збудована в першій половині XIV століття. Інша, застаріла назва — Вища брама (на відміну від Нижньої — Ґродської). Південно-західний в'їзд до Старого міста. Один із архітектурних символів міста. Зараз в ній знаходиться музей історії міста Любліна.

## Походження назви
Брама отримала свою назву через те, що була розташована з боку шляху, який вів до тодішньої столиці Польщі — Кракова. Забудова будинками Люблінського середмістя навколо цієї дороги призвела до формування теперішньої центральної вулиці Любліна — Краковського Пшедмешчя.

## Історія

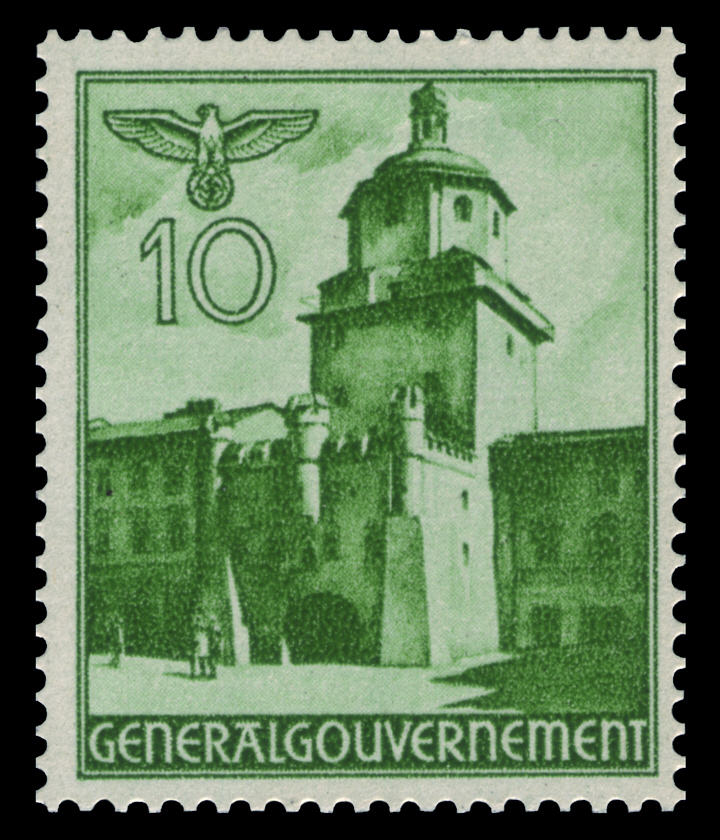
Поштова марка із зображенням брами часів нацистської Німеччини

Краківська брама стала одним із перших (разом із Брамою Ґродською) мурованих елементів захисної системи середньовічного Любліна. Будівництво готичної споруди розпочате в 1341 році за розпорядженням Казимира III Великого після того, як Люблін пережив нищівний набіг татар. В першій половині XVI століття до споруди за проєктом Себастьяна Влоха було добудовано передбрам'я, що згори увінчувалося зубцями та маленькими вежками. До самої ж Брами примикали мури, що оточували все Старе місто. Перед брамою було викопано рів, через який перекинуто дерев'яний місток. В 1557 та 1575 роках Краківську браму суттєво ушкоджували пожежі, внаслідок чого її доводилось ремонтувати та перебудовувати. За часів правління Стефана Баторія в ній було встановлено баштовий годинник. З тодішніх описів довідуємось, що тоді, в кінці XVI століття, брама була вкрита куполом, а навколо неї були прибудовані балкони з балюстрадами для міських сурмачів та стражників. З початку сімнадцятого століття в брамі та навколо неї були влаштовані численні магазинчики. У 1673 році Краківська брама була вперше суттєво відреставрована. Наступний капітальний ремонт споруди було виконано в 1742—1745 роках. Тоді було полагоджено склепіння, сходи, вікна, приміщення всередині. Попри ремонти, будівля продовжувала руйнуватися. Внаслідок цього міська влада у 1778 році постановила здійснити черговий ремонт, закінчений у 1782 році за проєктом Домініка Мерліні. Про дату його закінчення свідчить відповідна цифра під королівською монограмою Станіслава Августа Понятовського — SAR («Stanislaus Augustus Rex») на верхів'ї восьмикутної вежі.
На початку дев'ятнадцятого століття на фасаді з боку Старого міста поміщено ікону Непорочного зачаття Діви Марії. Близько 1820 року магістрат вимурував біля будівлі чотири магазини. У 1823 році, під час ремонту під наглядом Якуба Гемпла старий вхід з боку Ринку був замінений новим. В 1839 році на фасаді з боку Середмістя зроблено нішу, в яку помістили ікону покровителя Любліна, Святого Антонія, і зробили чотири віконні прорізи.
У 1844—1845 роки на висоті ґанків для сурмачів облаштовано залізні галереї, що оточували вежу. Галерея також служила спостережним пунктом для пожежників.
Наступна суттєва реконструкція відбулася в 1954 році — після Другої світової війни за проєктом архітектора Вацлава Подлевського. Металеву галерею прибрано і відновлено два балкони, прибрано штукатурку. Під час цієї реставрації до брами частково повернувся її первинний готичний вигляд. Від 1965 року приміщення належить Музею історії міста Любліна. Остання реконструкція була завершена у 2007 році.